# 520 до н. е.

## Події

#### Греція
- Цар Спарти Клеомен I Агіад (520—491)
- 65-а Олімпіада. Як вид змагань додано біг в обладунках зі зброєю, переможець Дамарет з Герай. Інші переможці: у боротьбі вшосте (з перемогою серед юнаків) Мілон з Кротону, у кулачному двобої — Главк з Карісту.

#### Персія
- березень — остаточне придушення повстання Вахьяздати у Харахваті сатрапом цієї області Віваною.